# 佐藤正典
佐藤 正典（さとう まさのり、1891年（明治24年） - 1985年（昭和60年）1月1日）は、日本の教育者、化学工学者。南満州鉄道中央試験場所長、大阪府工業奨励館館長、（株）科学研究所（現・理化学研究所）社長、千葉工業大学第4代学長、日本国政府人事院人事官、日本化学会会長、理化学研究所相談役などを歴任。

## 来歴
- 1891年（明治24年）、大分県日田市に生まれる。実家は造り酒屋「中島屋」を経営する多額納税者であったが、父武作の代に傾き、正典の中学時代に一家で上京[4]。
- 1912年、第八高等学校一年時に父親が亡くなり、姉の嫁ぎ先に学費の援助を受けたが、姉の離婚により、実業家の佐志雅雄が替わって援助し、生涯後援を受ける[4]。
- 1917年、九州帝国大学（現・九州大学）工学部を卒業前に南満州鉄道中央試験所で実習した縁で、同大教授丸沢常哉の推薦で同試験所の応用化学科に配属[4]。同科科長の鈴木庸生や電気化学の鉛市太郎（のち大阪帝大教授、工業化学会会長）などに師事[5]。
- 1936年、南満州鉄道中央試験場次長に就任
- 1940年、同 所長に就任
- 1948年、大阪府工業奨励館長に就任
- 1950年、日本化学会副会長に就任
- 1951年、（株）科学研究所社長に就任
- 1957年、日本油化学協会長
- 1959年9月‐62年2月、千葉工業大学学長に就任
- 1962年、日本国政府人事院人事官に就任
- 1971年、理化学研究所相談役に就任
- 1995年、吉林大学名誉教授に就任

## 賞与等
- 1965年、勲二等瑞宝章
- 同、ニューヨーク科学アカデミー終身名誉会員
- 同、日本油化学協会名誉会員

## 著書
- 『一科学者の回想』化学同人 (1971/1/1)